# Dąbie Kujawskie (gromada)
Dąbie Kujawskie – dawna gromada, czyli najmniejsza jednostka podziału terytorialnego Polskiej Rzeczypospolitej Ludowej w latach 1954–1972.
Gromady, z gromadzkimi radami narodowymi (GRN) jako organami władzy najniższego stopnia na wsi, funkcjonowały od reformy reorganizującej administrację wiejską przeprowadzonej jesienią 1954 do momentu ich zniesienia z dniem 1 stycznia 1973, tym samym wypierając organizację gminną w latach 1954–1972.
Gromadę Dąbie Kujawskie z siedzibą GRN w Dąbiu Kujawskim utworzono – jako jedną z 8759 gromad na obszarze Polski – w powiecie włocławskim w woj. bydgoskim, na mocy uchwały nr 24/17 WRN w Bydgoszczy z dnia 5 października 1954. W skład jednostki weszły obszary dotychczasowych gromad Agnieszkowo, Annowo, Bodzanowo, Bodzanowo Nowe, Dąbie i Dąbie Poduchowne ze zniesionej gminy Falborz w tymże powiecie. Dla gromady ustalono 23 członków gromadzkiej rady narodowej.
Gromadę zniesiono 31 grudnia 1959, a jej obszar włączono do gromad Kąkowa Wola (wsie Dąbie Poduchowne i Dąbie Parcele oraz kolonia Stok) i Lubraniec (wsie Dąbie Kujawskie, Annowo, Bodzanowo i Bodzanowo Nowe, miejscowości Annowo-Władysławowo, Dąbek, Pańkowo i Agnieszkowo-Stefanowo oraz kolonie Agnieszkowo i Gallowo) w tymże powiecie.